# Belgisch kampioenschap JKA karate senioren heren
Het Belgisch kampioenschap JKA Karate wordt jaarlijks in België georganiseerd door de Belgian Amateur Karate Federation (BAKF). Het kampioenschap wordt gehouden in de disciplines kata en kumite. Tijdens dit kampioenschap nemen de 8 best geplaatste karateka's van het Vlaams kampioenschap JKA Karate het op tegen de 8 best geplaatste karateka's van JKA francophone de Belgique.

## Erelijst

#### Senioren mannen kumite
| Jaar | Plaats      | · Kampioen         | · Zilver            | · Brons             | · Brons           |
| ---- | ----------- | ------------------ | ------------------- | ------------------- | ----------------- |
| 2024 | Eigenbrakel | Thomas Renard      | Thomas Sombreffe    | Moutasem Al-Maleh   | Robin Creve       |
| 2023 | Eigenbrakel | Louis Dangremont   | Quinten Meiresonne  | Mohamed Sy          | Moutasem Al-Maleh |
| 2022 | Eigenbrakel | Maxime Galet       | Moutasem Al-Maleh   | Mathis Caruso       | Michiel Vlaminck  |
| 2021 | Geannuleerd |                    |                     |                     |                   |
| 2020 | Geannuleerd |                    |                     |                     |                   |
| 2019 | Eigenbrakel | Abdelkarim Bouzkik | Bram Van De Veire   | Joy Halsberghe      | Jonathan Mulolo   |
| 2018 | Eigenbrakel | Jonathan Mulolo    | Abdelkarim Bouzkik  | Haroun Beljoudi     | Nasuf Hoti        |
| 2017 | Eigenbrakel | Abdelkarim Bouzkik | Joy Halsberghe      | Kristof Vermeulen   | Nasuf Hoti        |
| 2016 | Eigenbrakel | Jonathan Mulolo    | Arnaud Vicaire      | Abdelkarim Bouzkik  | Joy Halsberghe    |
| 2015 | Eigenbrakel |                    |                     |                     |                   |
| 2014 | Eigenbrakel | Kristof Vermeulen  | Abdelkarim Bouzkik  | Logan Minne         | Ahmed Atindehou   |
| 2013 | Eigenbrakel | Arnaud Vicaire     | Dominiek Cardoen    | Kristof Vermeulen   | Samson Wille      |
| 2012 | Eigenbrakel | Arnaud Vicaire     | Samson Wille        | Chancelda Atindehou | Mickaël Pint      |
| 2011 | Eigenbrakel | Arnaud Vicaire     | Iwan Wille          | Samson Wille        | Kristof Vermeulen |
| 2010 | Kortrijk    | Rachid Bourakba    | Chancelda Atindehou | Kristof Vermeulen   | Arnaud Vicaire    |

#### Senioren mannen kata
| Jaar | Plaats      | · Kampioen         | · Zilver          | · Brons             |
| ---- | ----------- | ------------------ | ----------------- | ------------------- |
| 2024 | Eigenbrakel | Jeoffrey Paquot    | Brecht Vlaminck   | Mohamed Sy          |
| 2023 | Eigenbrakel | Mathis Caruso      | Michiel Vlaminck  | Philippe Bushinskiy |
| 2022 | Eigenbrakel | Mathis Caruso      | Maxime Galet      | Brecht Vlaminck     |
| 2021 | Geannuleerd |                    |                   |                     |
| 2020 | Geannuleerd |                    |                   |                     |
| 2019 | Eigenbrakel | Joy Halsberghe     | Ian Lodens        | Marc Szitgetvari    |
| 2018 | Eigenbrakel | Joy Halsberghe     | Gianni Schotte    | Pierre Delfante     |
| 2017 | Eigenbrakel | Joy Halsberghe     | Gianni Schotte    | Nasuf Hotti         |
| 2016 | Eigenbrakel | Arnaud Vicaire     | Joy Halsberghe    | Gianni Schotte      |
| 2015 | Eigenbrakel |                    | Gianni Schotte    |                     |
| 2014 | Eigenbrakel | Christophe Leponce | Toshiro De Smeyer | Kristof Vermeulen   |
| 2013 | Eigenbrakel | Arnaud Vicaire     | Dominiek Cardoen  | Toshiro De Smeyter  |
| 2012 | Eigenbrakel | Christophe Leponce | Arnaud Vicaire    | Dominiek Cardoen    |
| 2011 | Eigenbrakel | Christophe Leponce | Vincent Bouqué    | Dominiek Cardoen    |
| 2010 | Kortrijk    | Arnaud Vicaire     | Vincent Bouqué    | Toshiro De Smeyter  |